# Мовчан Андрій Васильович
Андрій Васильович Мовчан (1897, село Горби Кременчуцького повіту Полтавської губернії, тепер Полтавської області — січень 1940, тепер Російська Федерація) — радянський діяч, 1-й секретар Адигейського обласного комітету ВКП(б), відповідальний секретар Черкаського районного комітету КП(б)У.

## Життєпис
Народився в бідній родині наймита. У 1911 році закінчив церковнопарафіяльну школу в селі Горби, в 1912 році закінчив перше відділення двокласної школи села Горби.
З 1912 по 1913 рік — учень на механічному заводі в селі Горби Кременчуцького повіту Полтавської губернії.
З травня 1913 по вересень 1915 року — наймит економії Сисоєва в селі Агаймани Таврійської губернії. З жовтня 1915 по травень 1916 року — наймит економії Трифільєва в селі Горби Кременчуцького повіту Полтавської губернії.
З травня 1916 по листопад 1917 року служив рядовим 404-го Камишинського піхотного полку російської армії, учасник Першої світової війни.
З листопада 1917 по березень 1918 року — червоногвардієць бомбометного загону в місті Умані Київської губернії та в місті Кременчуці Полтавської губернії.
З березня по липень 1918 року проживав у рідному селі Горби, хворів. У липні — грудні 1918 року — чорнороб військово-хімічного заводу в селі Глобино Кременчуцького повіту.
З грудня 1918 по травень 1919 року — міліціонер, боєць партизанського загону в селі Горби на Полтавщині.
З травня по грудень 1919 року — червоноармієць вартового і маршового батальйонів у місті Кременчуці.
З грудня 1919 по травень 1921 року — помічник військового керівника Горбинського волосного військового комісаріату Кременчуцької губернії.
Член РКП(б) з березня 1920 року.
У травні — вересні 1921 року — відповідальний секретар Погребинського волосного комітету КП(б)У Кременчуцької губернії.
У вересні 1921 — червні 1922 року — завідувач організаційно-інструкторського відділу Кременчуцького повітового комітету КП(б)У.
У червні 1922 — березні 1923 року — відповідальний секретар Горбівського волосного комітету КП(б)У Кременчуцької губернії.
У березні 1923 — січні 1924 року — голова виконавчого комітету Кишеньківської районної ради Кременчуцького округу.
У січні 1924 — липні 1925 року — відповідальний секретар Бригадирівського районного комітету КП(б)У Кременчуцького округу.
У липні 1925 — серпні 1927 року — заступник завідувача, в серпні 1927 — липні 1929 року — завідувач організаційно-інструкторського відділу Кременчуцького окружного комітету КП(б)У.
У серпні 1929 — вересні 1930 року — заступник голови виконавчого комітету Черкаської окружної ради.
У вересні 1930 — вересні 1931 року — відповідальний секретар Черкаського міськрайонного комітету КП(б)У.
У вересні 1931 — травні 1932 року — слухач курсів марксизму-ленінізму при ЦК ВКП(б) у Москві, навчання не закінчив.
У травні 1932 — січні 1934 року — інструктор організаційно-інструкторського відділу ЦК ВКП(б).
З січня 1934 по січень 1935 року — відповідальний інструктор політичного відділу Народного комісаріату шляхів сполучення СРСР.
У січні 1935 — березні 1936 року — 2-й секретар Адигейського обласного комітету ВКП(б). 23 жовтня 1935 — березень 1936 року — в.о. 1-го секретаря Адигейського обласного комітету ВКП(б).
У березні 1936 — вересні 1937 року — 1-й секретар Адигейського обласного комітету ВКП(б). Одночасно з травня по вересень 1937 року — 1-й секретар Майкопського міського комітету ВКП(б).
7 (17) листопада 1937 року заарештований органами НКВС. У листопаді 1938 року виключений із партії. У січні 1940 року засуджений до страти, розстріляний.
Посмертно реабілітований 5 вересня 1956 року. 13 листопада 1956 року відновлений у членах КПРС.